# Monte San Liberatore
Il Monte San Liberatore (conosciuto anche come Monte Butornino) si trova sui territori di Cava de' Tirreni, Vietri sul Mare e Salerno e domina le città offrendo una visione sia del golfo di Salerno che dei territori interni e della costiera amalfitana. Sulla sua cima fu costruita nel medioevo la chiesa-eremo di San Liberatore.

## Geografia e storia
Il monte, alto 466 metri, è meta di appassionati di trekking e offre varie occasioni di svago. Sono diversi i sentieri attrezzati che permettono di raggiungere in poco tempo, partendo dalla valle, la cima del monte con l'eremo e la chiesa.

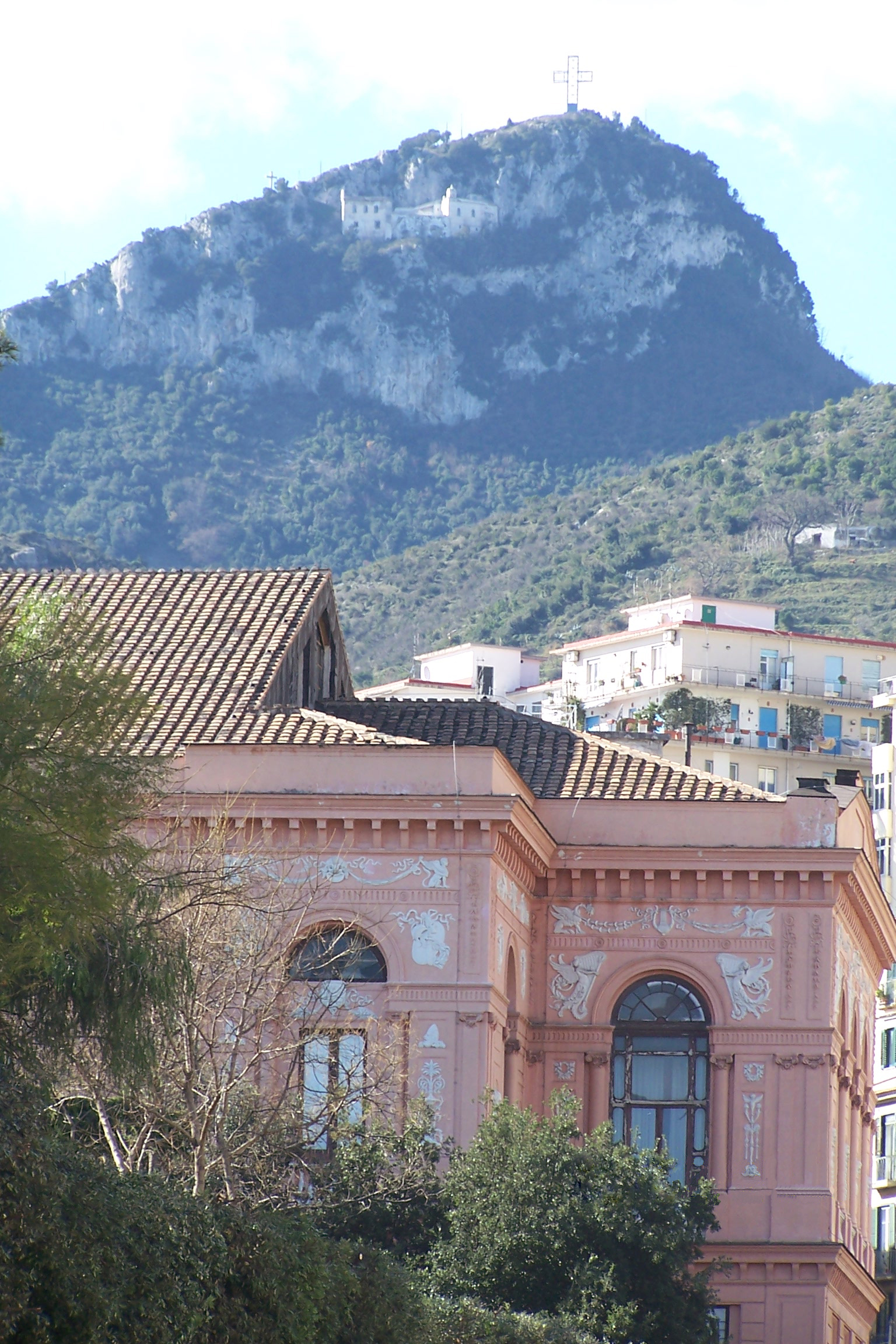
Il monte e la chiesa di San Liberatore vista dal Teatro Verdi di Salerno

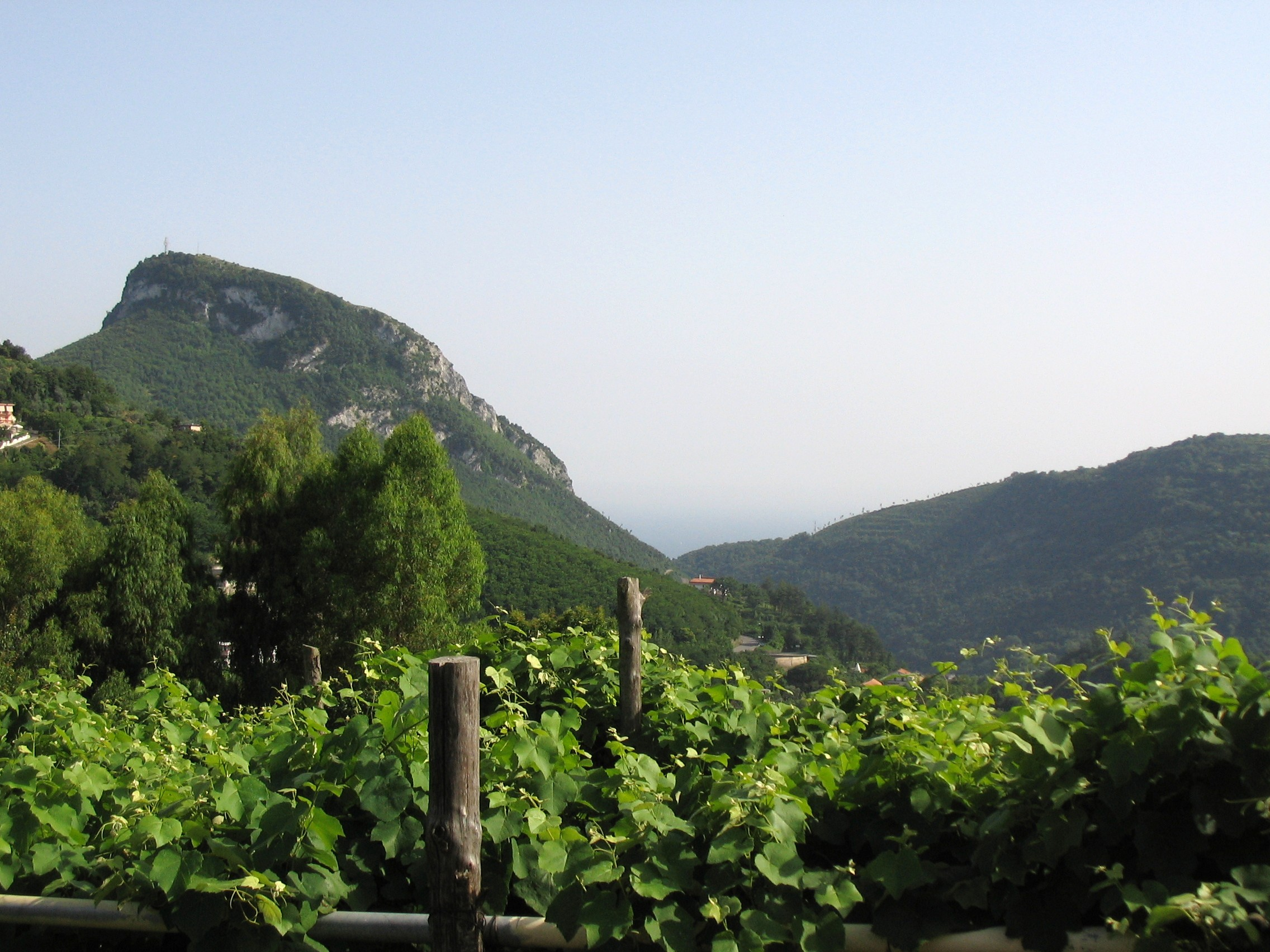
Veduta del monte da Dupino

## La chiesa di San Liberatore
Sul monte al limite del comune di Salerno sorge un'antica chiesetta, la chiesa di San Liberatore, documentata già nel 980. Attualmente solo la navata destra della chiesa è utilizzata per la sua funzione originale mentre la navata è adibita a sala di accoglienza dei pellegrini, un tempo luogo di sepoltura delle monache benedettine. 
Nel 980 il vescovo di Salerno, Giovanni II, accordò alla monaca Susanna di Salerno l'utilizzo della chiesa come monastero ed eremo femminile. Il periodo di attività della struttura durò fino al 1300, quando le suore furono trasferite a Salerno.
La chiesa fu ampliata più volte nel corso dei secoli e restò attiva fino al 1600. In seguito fu più volte abbandonata o custodita solamente da qualche eremita che si occupava della cura della costruzione e della coltivazione della terra adiacente.
La chiesa fu molto danneggiata nel Seicento da un terremoto e da allora rimase parzialmente abbandonata fino alla fine dell'Ottocento.
Nel 1943 a seguito dell'sbarco a Salerno e dello sbarco degli Alleati nel golfo di Salerno, gli anglo-americani presero subito possesso del monte mantenendo così una posizione privilegiata per circa due settimane vicino alla chiesa. Sull'altura furono portate le artiglierie per dominare la valle e ricacciare i tedeschi.

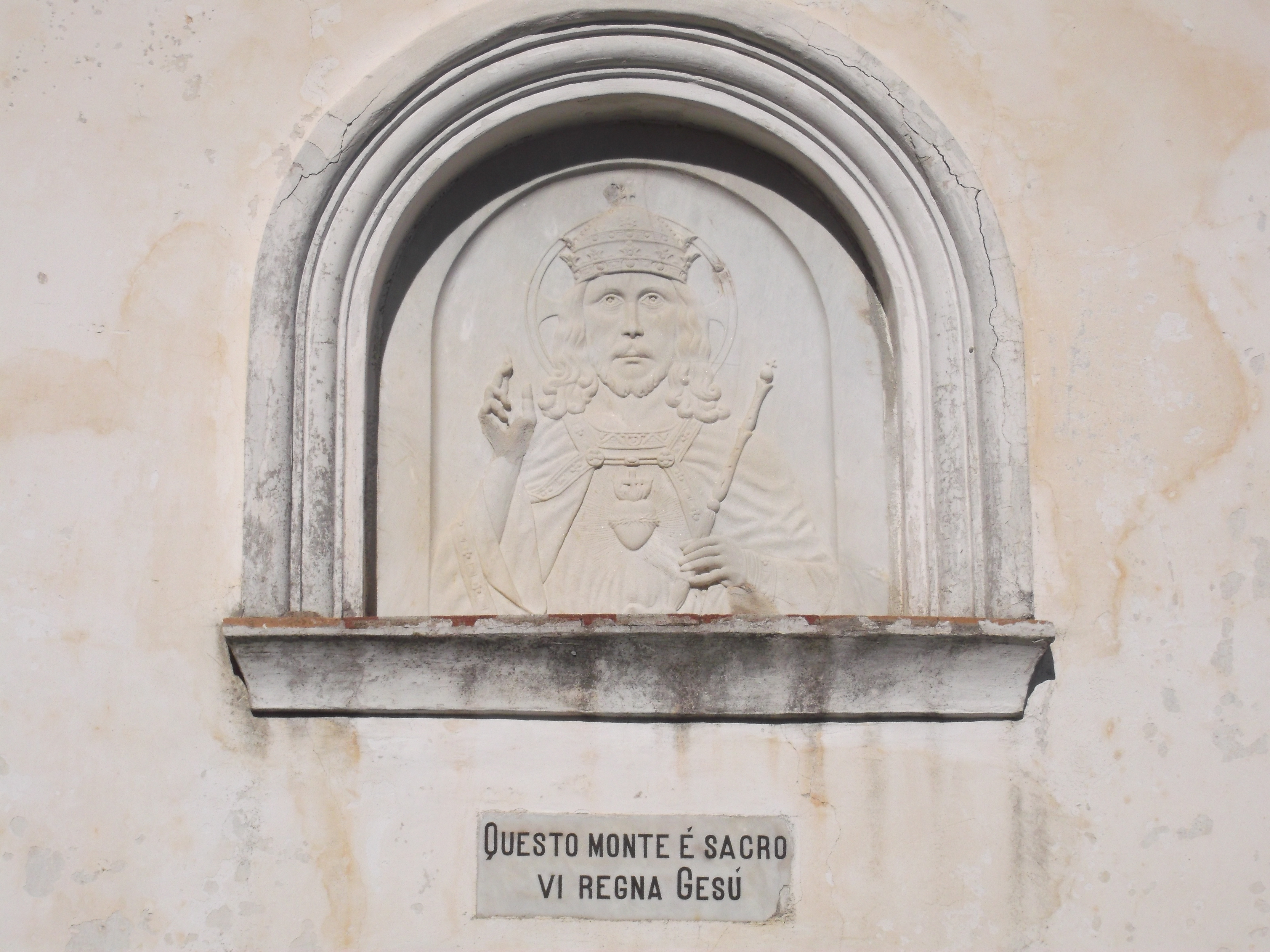
Immagine sacra con dedica, situata all'entrata dell'eremo-chiesa San Liberatore

Sulla cima sopra la chiesa, nel 1955, un benefattore, il salernitano Vincenzo Adinolfi, per devozione, ha eretto una croce in ferro a struttura trapezoidale, alta 18 metri e illuminata di notte.

## Attualitá
Il 25 febbraio 2008 furono iniziati i lavori di recupero e restauro dell'antico eremo, terminati nel corso del 2009.. 
Attualmente la chiesa viene proposta come localitá turistica da visitare usando sentieri escursionistici di montagna.
Su iniziativa congiunta dell'Arcidiocesi di Amalfi - Cava de' Tirreni e dei Comuni di Vietri sul Mare e Cava de' Tirreni (e Salerno), nel 2005-2009 sono stati eseguiti interventi di riqualificazione dell'eremo, della chiesa e della circostante area per la promozione del turismo escursionistico e per realizzarvi una struttura di ricezione e spiritualitá .

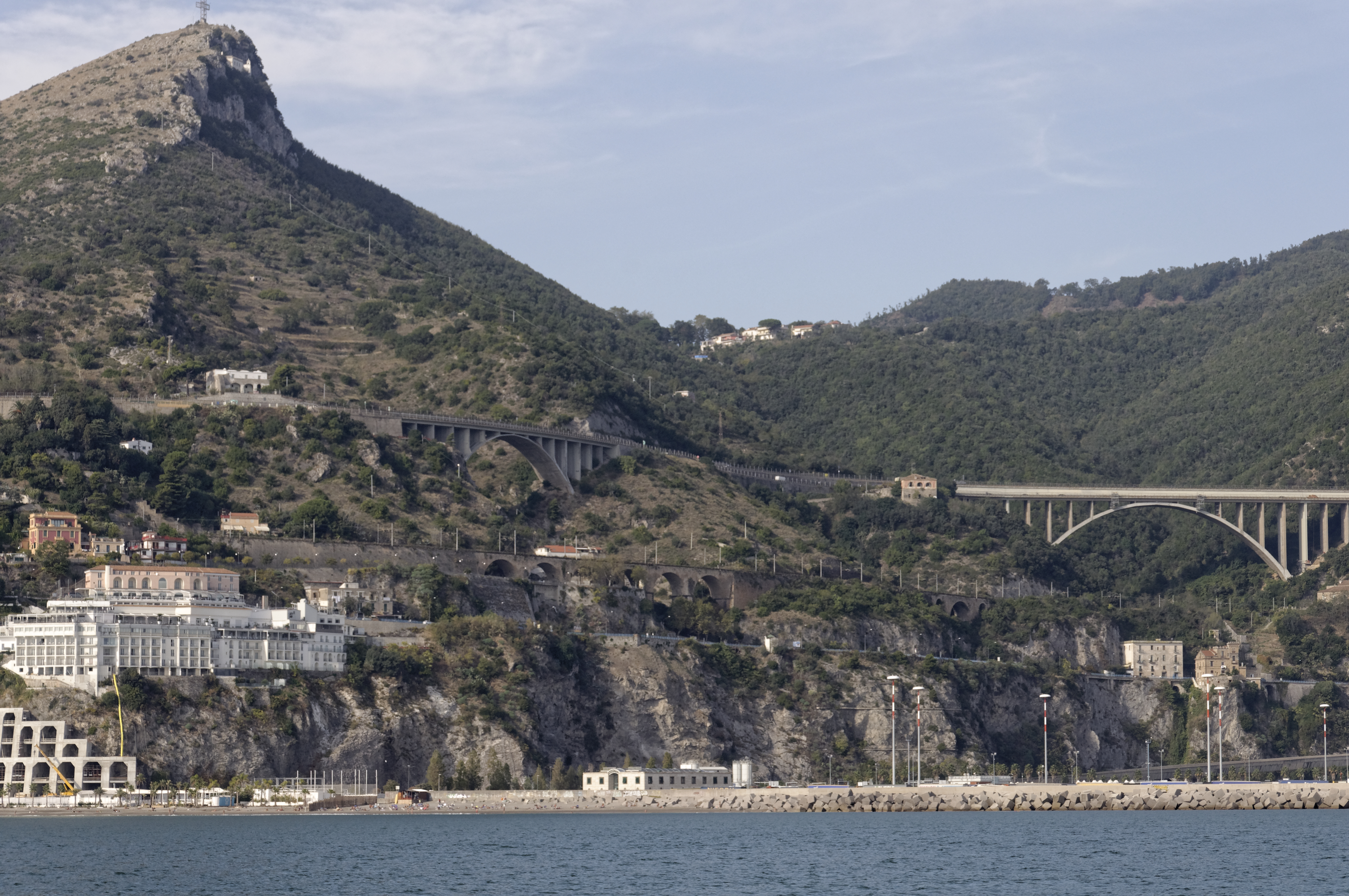
Il monte San Liberatore visto dal mare